# Brachythecium fagineum
Brachythecium fagineum là một loài Rêu trong họ Brachytheciaceae. Loài này được (H. Müll. ex Milde) Kindb. mô tả khoa học đầu tiên năm 1897.